# Мајтон (Јута)
Мајтон (енгл. Myton) град је у америчкој савезној држави Јута.

## Демографија
По попису из 2010. године број становника је 569, што је 30 (5,6%) становника више него 2000. године.
| Група             | 2000.       | 2010.       |
| Белци             | 406 (75,3%) | 451 (79,3%) |
| Афроамериканци    | 0 (0,0%)    | 1 (0,2%)    |
| Азијати           | 4 (0,7%)    | 1 (0,2%)    |
| Хиспаноамериканци | 68 (12,6%)  | 63 (11,1%)  |
| Укупно            | 539         | 569         |